# Zàitsev
Zàitsev (en rus: Зайцев) és un poble (un khútor) del krai de Stàvropol, a Rússia, que en el cens del 2010 tenia 1.018 habitants. Pertany al districte rural de Kurskaia.